# モーニングLIVE
モーニングLIVE（もーにんぐらいぶ）は、フジテレビ系列で1992年4月6日から1993年3月31日まで放送された平日早朝の情報番組である。それまであった『おはようスポーツ545』と『おめざめ天気予報』の2番組を統合し、報道局発のニュースも挿入する形でリニューアルを図った。

## 出演者
『モーニングLIVE』各キャスター一覧
| 1992年4月6日 - 1992年9月30日 | 境鶴丸 佐藤里佳   | 長坂哲夫 木幡美子 | 大矢明彦 松倉悦郎 柏村武昭（後期） | 楠原映二 | 小野塚喜保 |
| 1992年10月1日 - 1993年3月31日 | 長坂哲夫 木幡美子 | 境鶴丸 佐藤里佳   | 大矢明彦 松倉悦郎 柏村武昭（後期） | 楠原映二 | 小野塚喜保 |
| - 大矢・柏村・楠原・小野塚以外は（当時）フジテレビアナウンサー。 - 長坂・木幡は『おめざめ天気予報』から続投。 - 木幡は、1992年8月27日以降『FNNスピーク』を兼務。 - 佐藤は『夕食ばんざい』を兼務。 - 大矢は、フジテレビ・ニッポン放送野球解説者 - 1『FNN World Uplink』を兼務（境・長坂はスポーツ担当として、佐藤・木幡はお天気担当として）。 - 2 当番組終了後、単独番組へ昇格。 |                   |                   |                                    |          |            |

## 歴代の放送時間の変動
全期間、大半のネット局は5:50に飛び乗り（ポイントあり）
- 1992年4月6日 - 1992年9月30日 5:30 - 6:25（当初は55分番組としてスタート）
- 1992年10月1日 - 1993年3月31日 5:30 - 6:10（『ウゴウゴルーガ』開始に伴い15分短縮[1]）

## ネット局
- フジテレビ（CX、制作局）
- 福島テレビ（FTV）- フルネット
- 石川テレビ（ITC）- フルネット
- テレビ静岡（SUT） - フルネット
- 北海道文化放送（UHB）-1992年10月1日から放送。
- 仙台放送（OX） 岡山放送（OHK） テレビ新広島（tss） テレビ西日本（TNC）ほか

## スタッフ
最終回時点（1993年3月31日放送）
- 構成：玉井貴代志、シン西川、鶴芳郎
- 監修：日本気象協会
- 技術：共同テレビジョン
- タイムキーパー：メディア・プロデュース
- 照明：FLT
- スタイリスト：松島早苗（スタッフ・ドゥ）
- 効果：第一音響
- 音楽：フジパシフィック音楽出版
- 美術プロデューサー：山田茂夫
- デザイン：石森慎司
- 美術進行：小林正佳、坂本交司
- タイトル：岩崎光明
- CG：坂本浩、山崎吉広
- 企画：河野雄一
- 広報：高橋正秀
- ディレクター：津野哲也、高橋昌裕、春日聰、後藤美由紀、野田俊彦、堀内善弘
- プロデューサー：坂間和夫
- 制作協力：フジテレビプロジェクト
- 制作著作：フジテレビ

## 備考
- 制作にフジテレビプロジェクト（現・FCC）と第3制作部（現・情報制作センター）主体に報道局、スポーツ局が参加していたが、コーナー間の連携はまるでなかった。
- 前半は第2スタジオ、後半はタワービル低層部の屋上にあった衛星回線用のパラボラアンテナの下から放送するのが通例だった。当時は第2スタジオを終了直後の10時30分に始まる『ジョーダンじゃない!?』と共用していた関係で同番組の準備・セット替えの都合か、大雨や強風でも外から放送していた[2]。なお、「スポーツ一番!」は報道用の第7スタジオにあった『FNN World Uplink』のセットから放送していた。
- 主な目玉コーナーは「朝刊ヘッドライン」だったが、なぜか読売新聞と朝日新聞の記事は一切紹介されなかった。
- メインキャスターのうち男性アナは『World Uplink』のスポーツ、女性アナはお天気を兼任していた。
- メインキャスターの4名は「Weather」というグループで、インディーズデビューし、井上順の『昨日・今日・明日』をカヴァーした。天気予報のBGMとして曲を流していたが、ずいぶん後まで正体を伏せていた。
- 上京した境・佐藤・木幡と同期（3名とも1989年入社、長坂は1期下の1990年入社）の系列局のアナウンサーや乙女塾出身のアイドルがよくゲストに来ていた。